# Birra Lagunitas

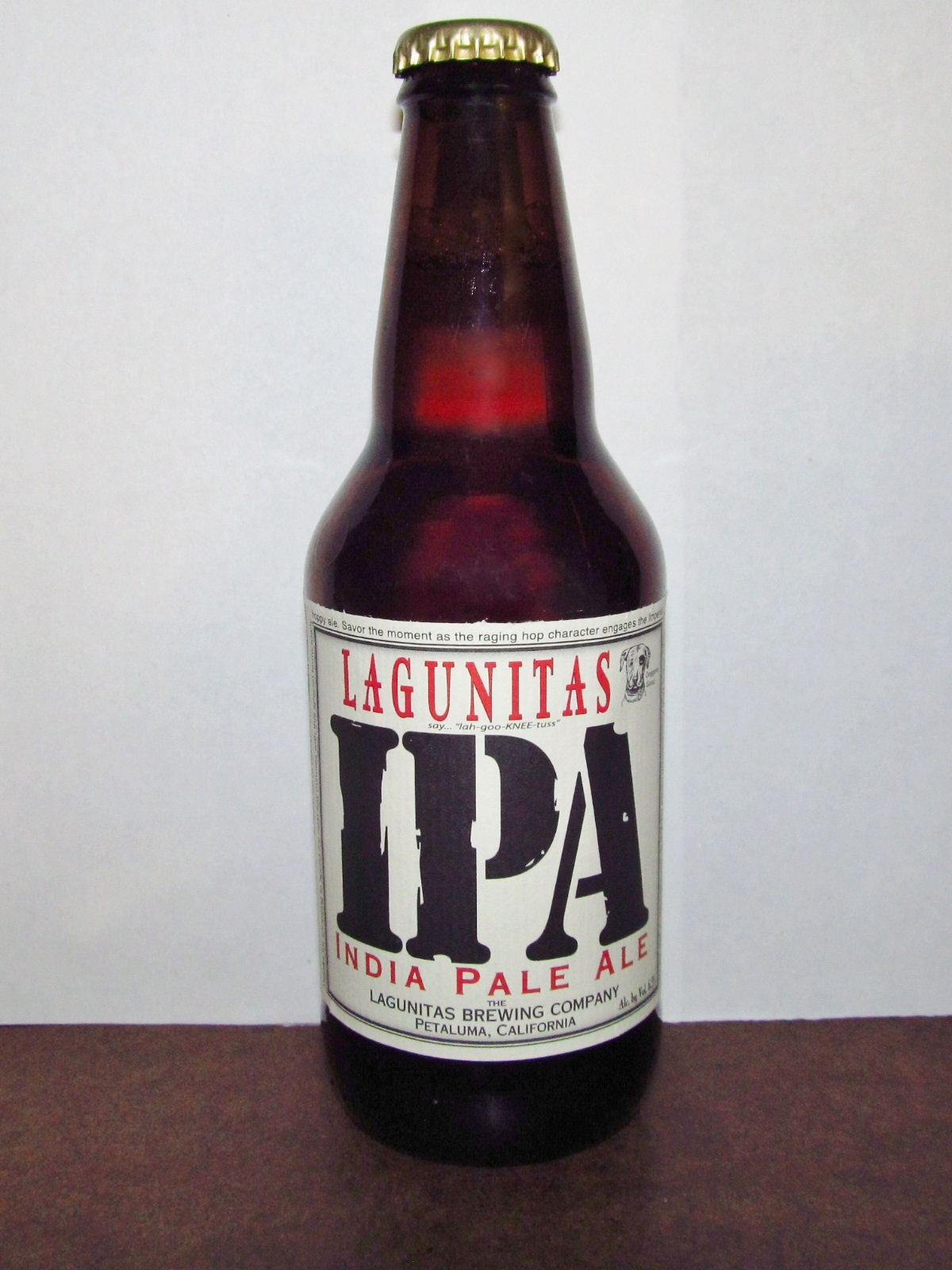
Lagunitas India Pale Ale

La Lagunitas Brewing Company, è una società  statunitense produttrice di birra; è stata fondata nel 1993 a Petaluma, California ed ora è una filiale di Heineken International. Prima che Heineken acquistasse una quota del 50% dell’azienda nel 2015, l'azienda soddisfaceva la definizione di birrificio artigianale. Due anni prima si era classificato al quinto posto tra i birrifici artigianali più venduti negli Stati Uniti. Heineken ha acquistato il resto della società nel 2017.

## Storia
Il birrificio è stato fondato nel 1993 da Tony Magee a Lagunitas, in California, e si è poi trasferito un anno dopo nella vicina Petaluma, in California, dopo essere rapidamente cresciuta la loro sede originaria di West Marin.
Lagunitas è diventato uno dei birrifici artigianali in più veloce crescita negli Stati Uniti. La produzione è aumentata da 32.000 hl nel 2004 a 124.000 hl nel 2010. Nel marzo 2011 Lagunitas aveva 92 dipendenti con distribuzione in 32 stati. Nel 2012 Lagunitas ha avviato un'espansione da 9,5 milioni di dollari, che ha aumentato la sua capacità di produzione di birra a 700.000 hl.
Sempre nel 2012 Lagunitas ha iniziato la costruzione di un birrificio satellite nel quartiere North Lawndale di Chicago. Il birrificio è stato aperto in uno spazio di proprietà dello studio cinematografico Cinespace e vi avrebbe dovuto rimanere per almeno 20 anni. Il birrificio di Chicago ha iniziato a produrre birra il 18 aprile 2014 e pochi mesi dopo ha aperto una taproom interna. Il birrificio di Chicago ha, però,  chiuso nel 2024.
Lagunitas prevedeva di costruire un terzo birrificio ad Azusa, in California. Tuttavia, non è stato aperto a causa del rallentamento della crescita. Nel dicembre 2014 Lagunitas ha citato in giudizio la Sierra Nevada Brewing Company per l'uso e lo stile delle lettere IPA sull'etichetta della loro Sierra Nevada. La causa fu archiviata un mese dopo, in seguito alla protesta popolare.
Nel 2015 Heineken International ha acquisito una partecipazione del 50% in Lagunitas consentendole di espandere le proprie attività a livello globale. Tuttavia, poiché la partecipazione di Heineken era superiore al 25%, Lagunitas non soddisfaceva più la definizione di birrificio artigianale della Brewers Association. Nel 2017 Heineken ha acquistato il resto di Lagunitas, diventandone unico proprietario. Il fondatore Tony Magee ha continuato a ricoprire la carica di CEO di Lagunitas, con l'intenzione di espandere la produzione e la distribuzione delle birre Lagunitas in tutto il mondo.